# Kajetín
Kajetín (německy Kojetein) je malá vesnice, část obce Choustník v okrese Tábor v Jihočeském kraji. Nachází se asi 1,5 kilometru jihozápadně od Choustníku. Je zde evidováno 22 adres. V roce 2011 zde trvale žilo 27 obyvatel.
Kajetín je také název katastrálního území o rozloze 2,81 km².

## Název
Název vesnice je odvozen z osobního jména Kajata ve významu Kajatův dvůr. V historických pramenech se jméno vesnice objevuje ve tvarech: Kayetin (1379), v Kajetíně (1462), v Kojetíně (1472), Kagetin (1597, 1654, 1717), Kogetin a Kagetin (1790), Kojetín (1854) a Kajetín (1904).

## Historie
První písemná zmínka o vesnici pochází z roku 1379.

## Obyvatelstvo
| Rok            | 1869 | 1880 | 1890 | 1900 | 1910 | 1921 | 1930 | 1950 | 1961 | 1970 | 1980 | 1991 | 2001 | 2011 | 2021 |
| -------------- | ---- | ---- | ---- | ---- | ---- | ---- | ---- | ---- | ---- | ---- | ---- | ---- | ---- | ---- | ---- |
| Počet obyvatel | 125  | 120  | 128  | 126  | 115  | 125  | 123  | 69   | 89   | 73   | 49   | 38   | 33   | 27   | 19   |
| Počet domů     | 16   | 17   | 19   | 19   | 21   | 20   | 21   | 21   | 21   | 18   | 18   | 19   | 19   | 20   | 20   |

## Obecní správa
Při sčítání lidu v letech 1850–1920 Kajetín byl osadou obce Choustník v okrese Tábor. V letech 1921–1959 byl samostatnou obcí, se kterým patřil nejprve do okresu Tábor, ale v roce 1950 v okrese Soběslav. Od roku 1960 je opět částí obce Choustník v okrese Tábor.

## Pamětihodnosti a zajímavosti
- Zvonička
- Návesní rybník
- Lidová architektura
- Tři křížky v centru obce a jejím blízkém okolí

## Galerie

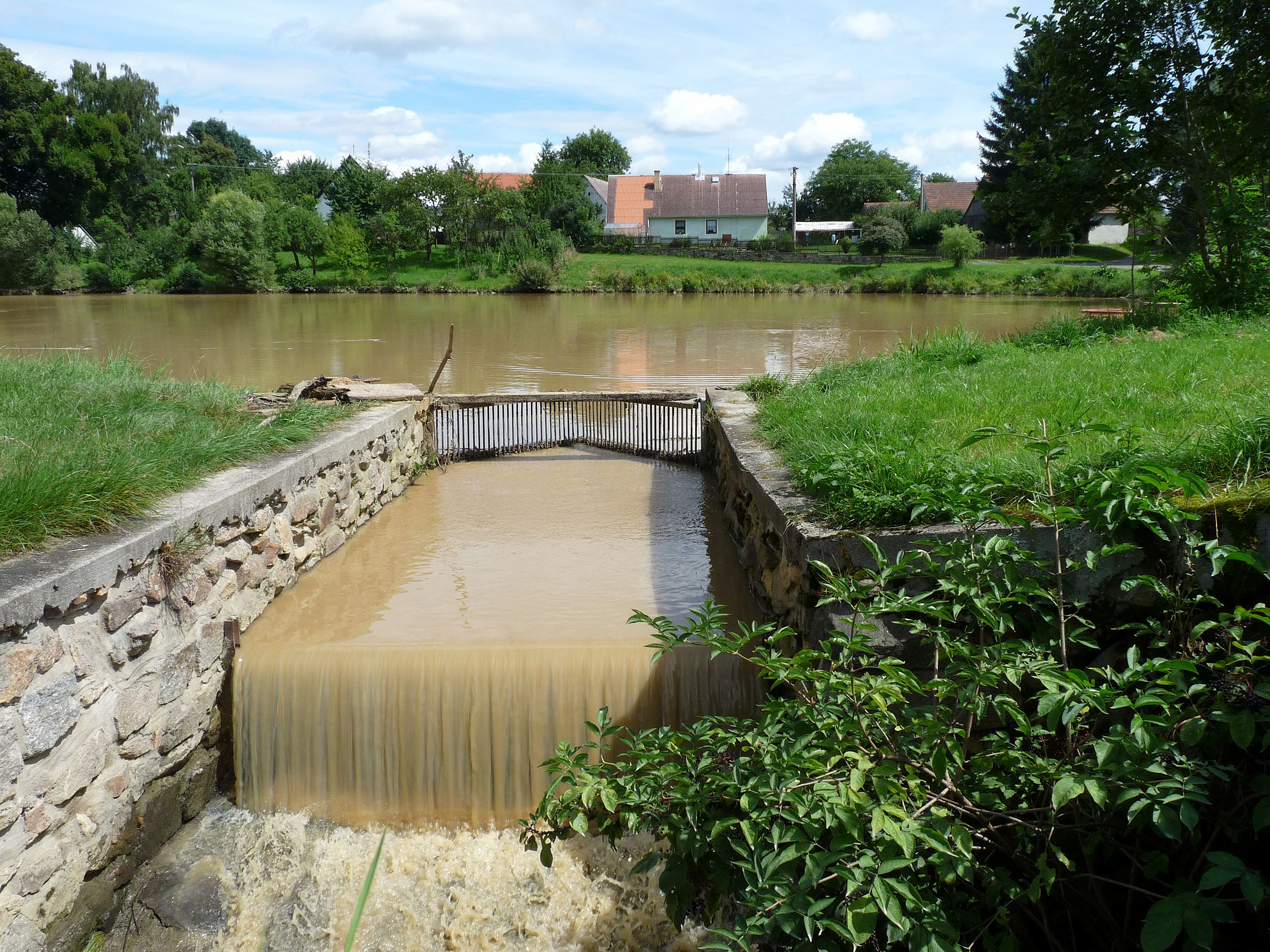
Čeřidlo návesního rybníka (před celkovou obnovou v roce 2022)
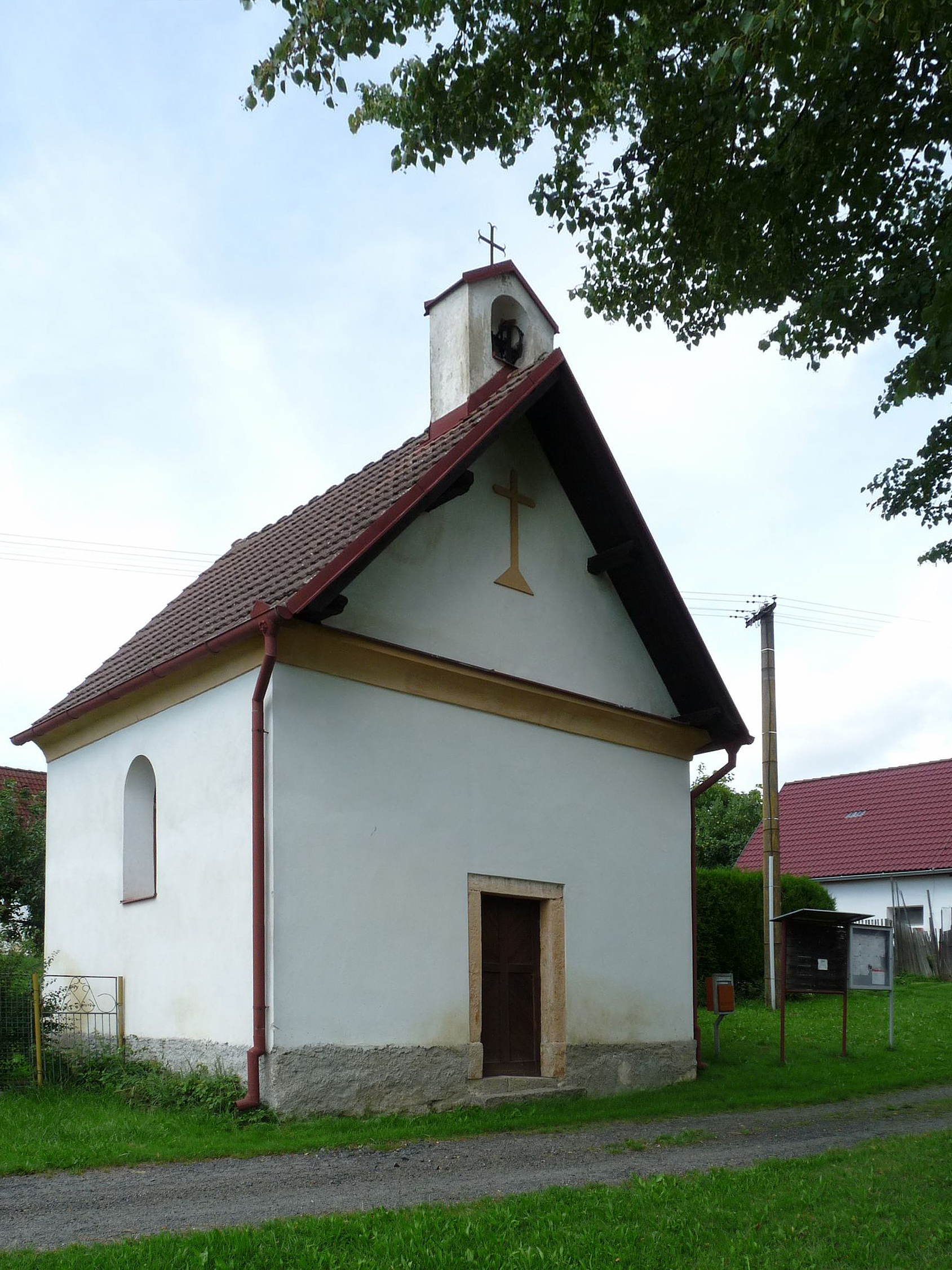
Kaplička (zvonička)
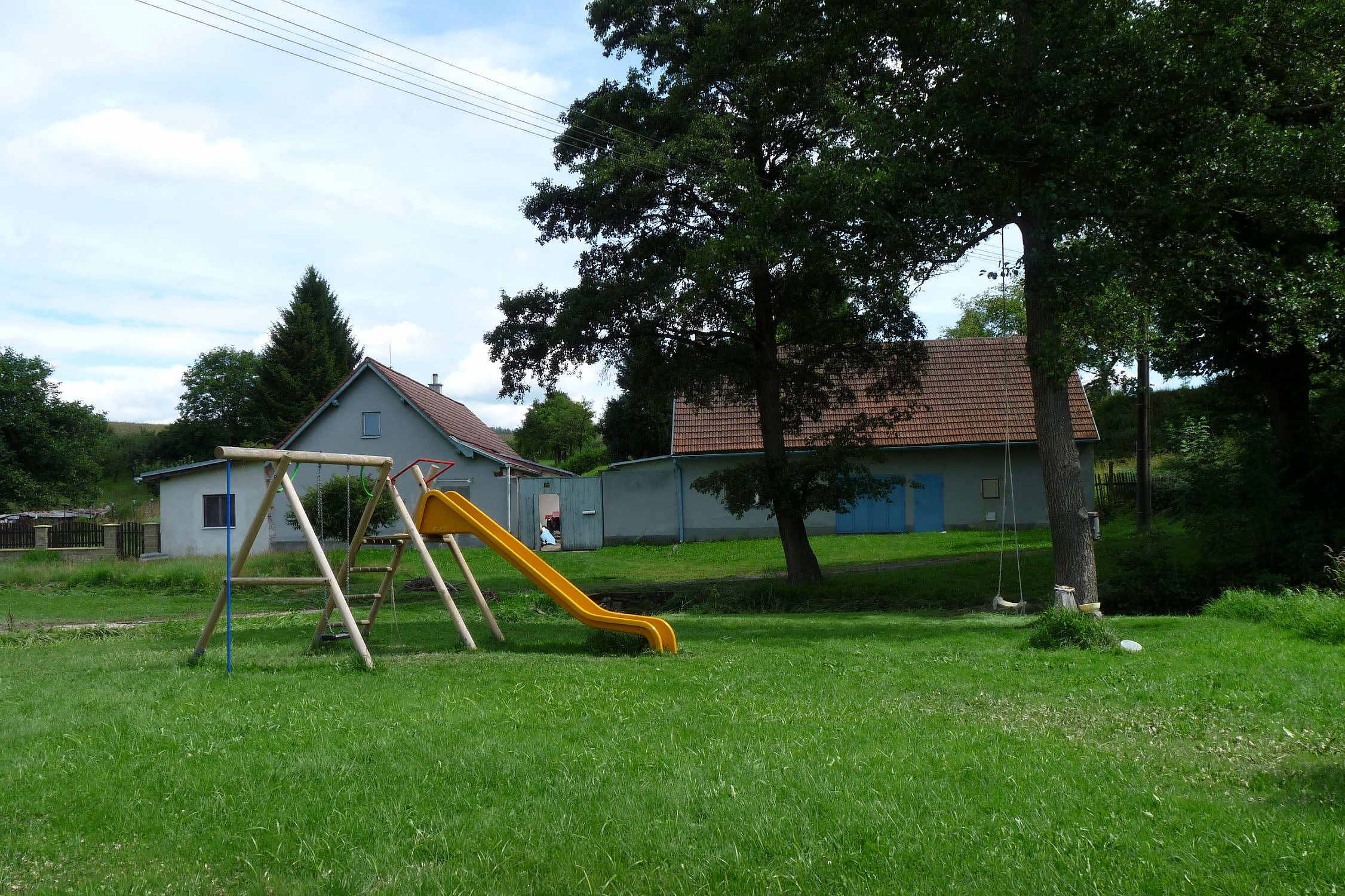
Náves vsi
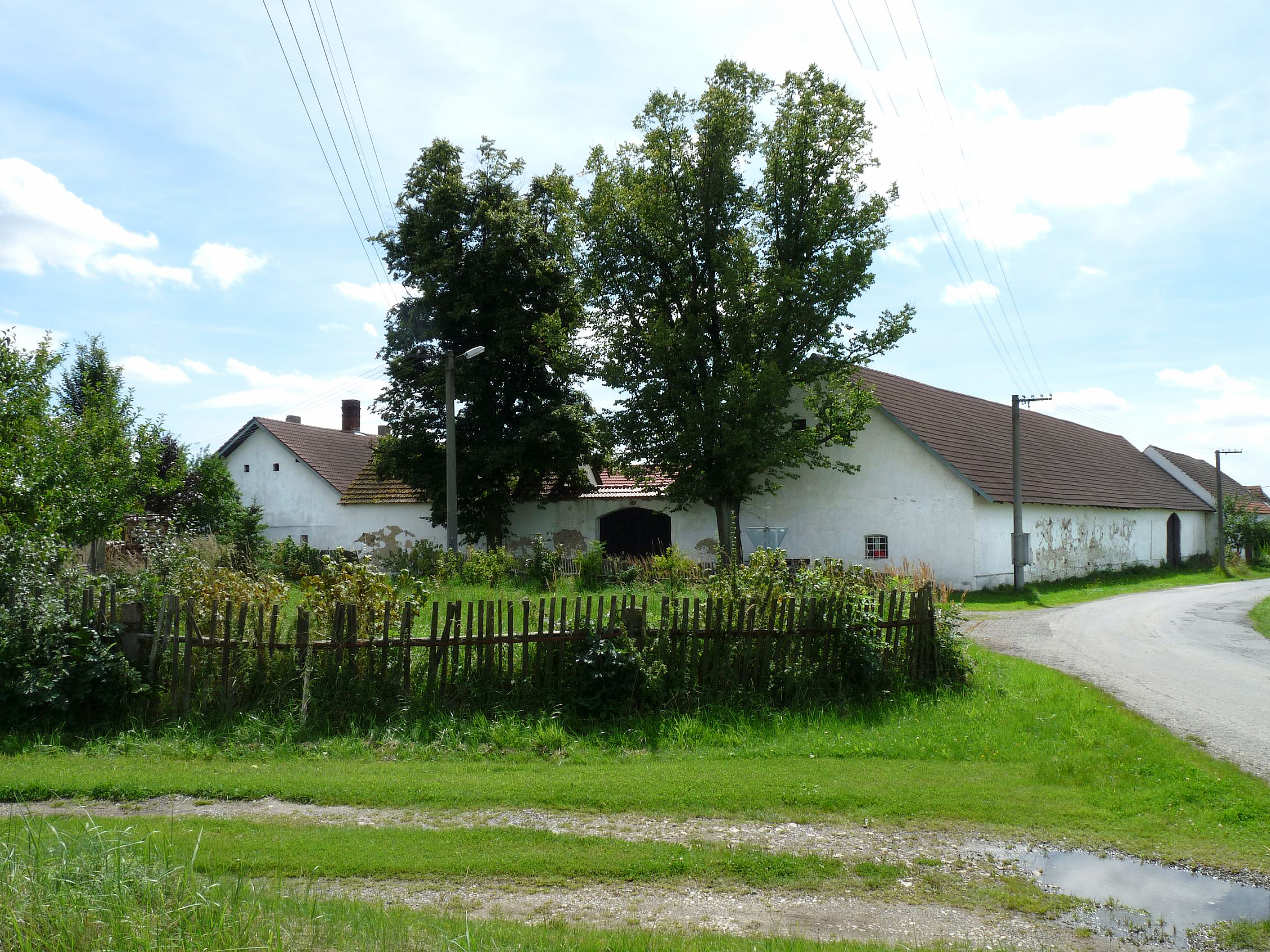
Dům čp. 1 (Dvůr U Fišerů, bývalý sedlácký statek)
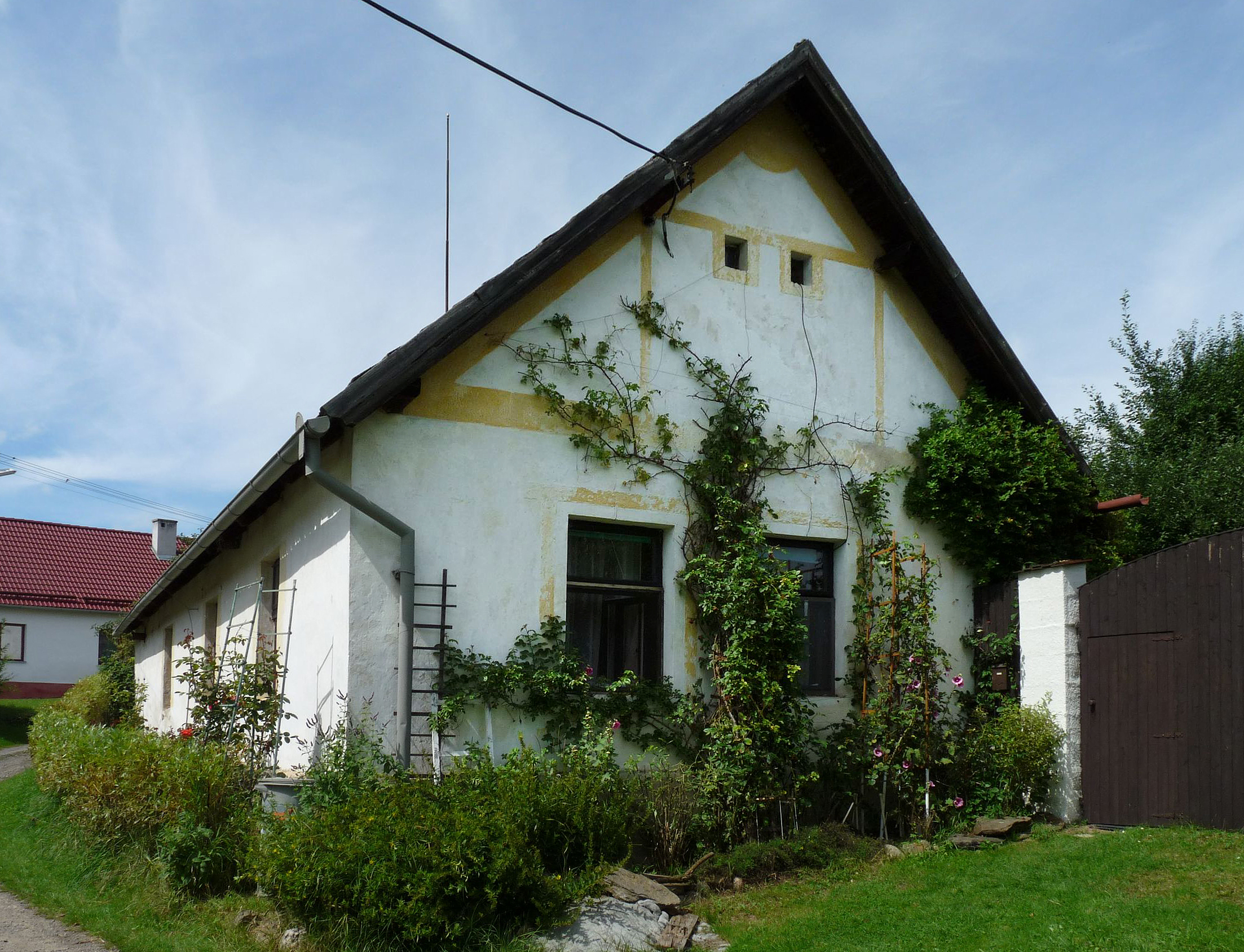
Dům čp. 13
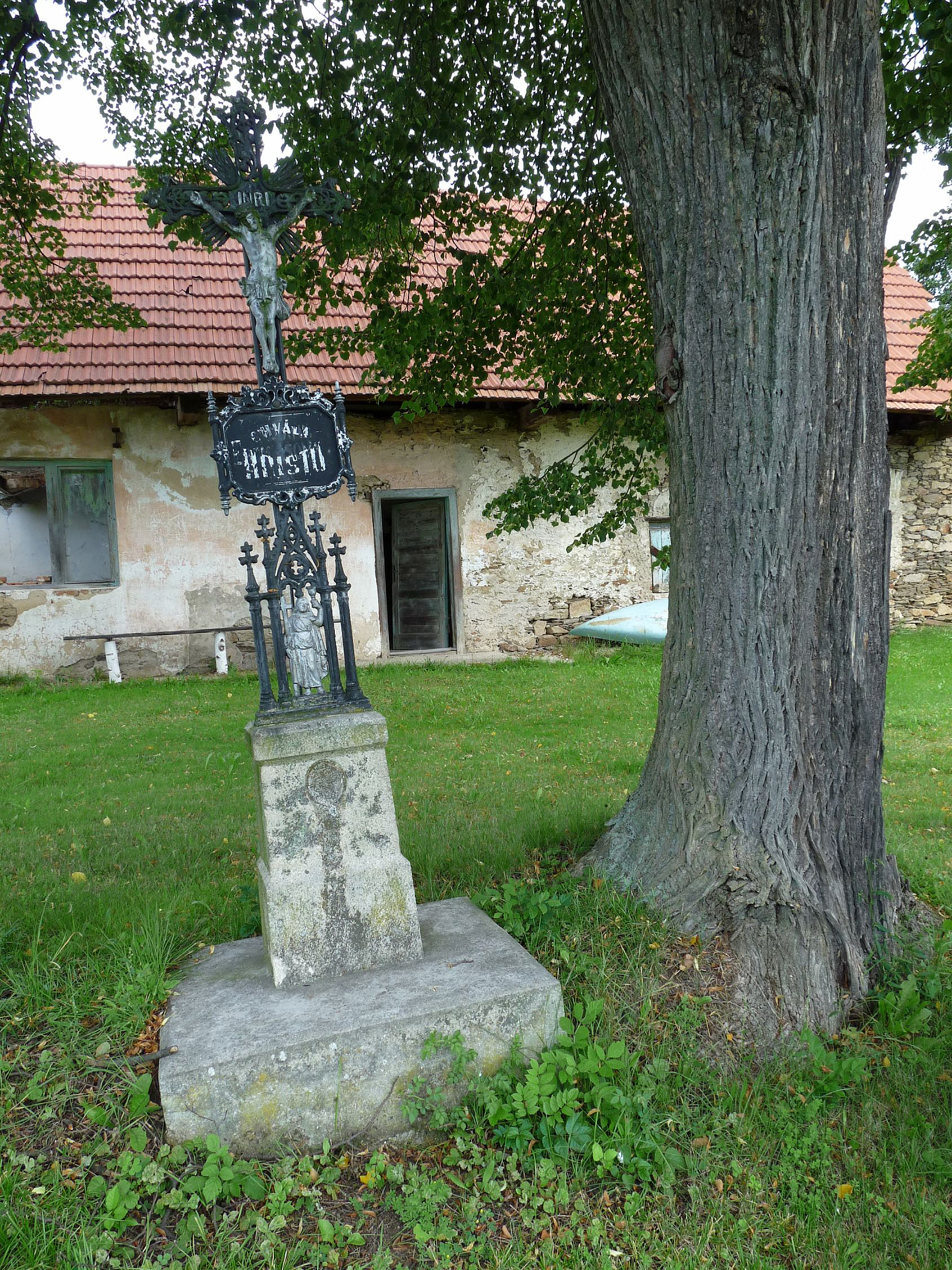
Starobylý křížek u lípy ve vsi (vedle zvoničky, v pozadí bývalá úřadovna, dnes již zbořena)
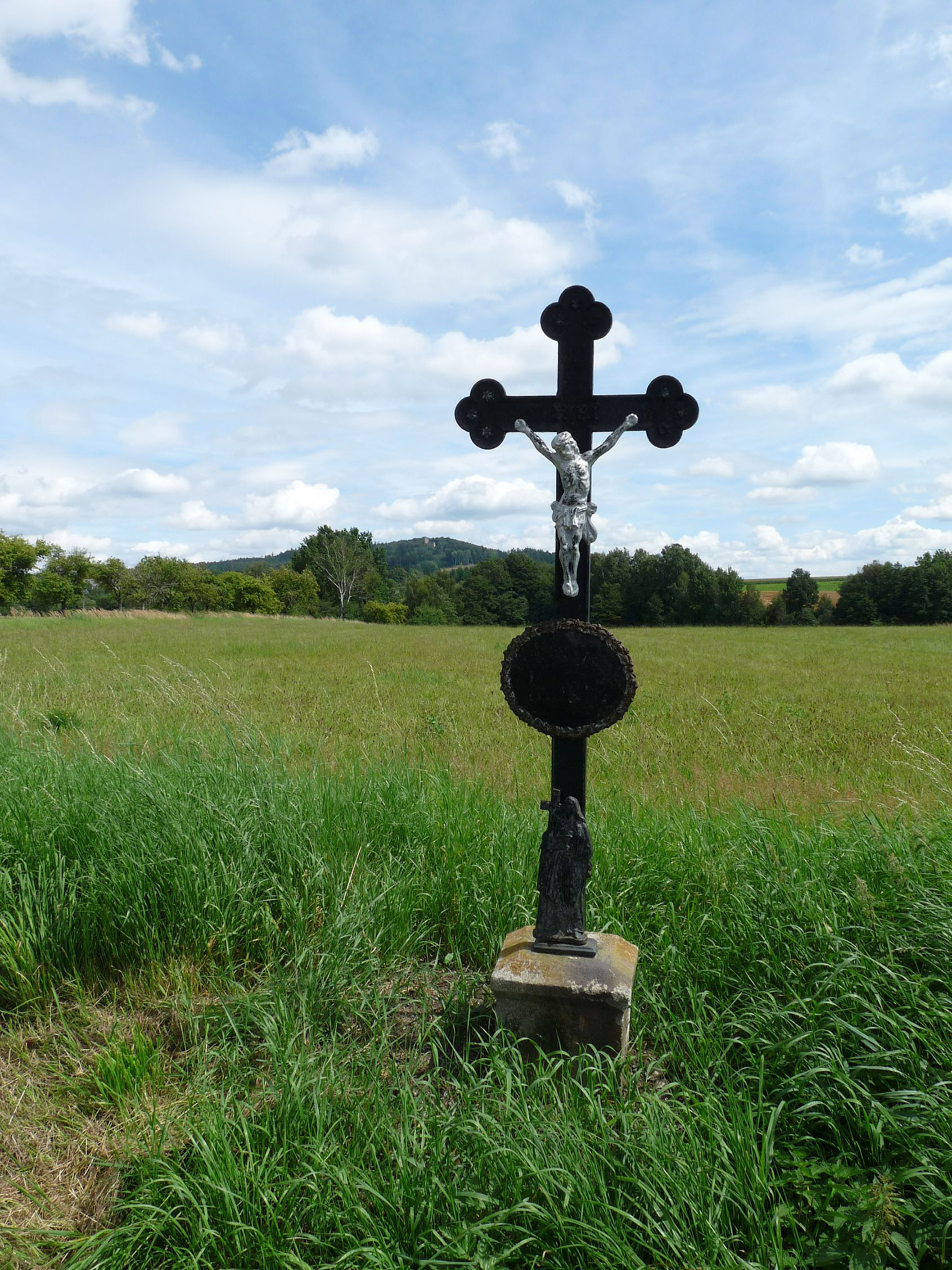
Křížek 300 metrů severně od vesnice (2011)
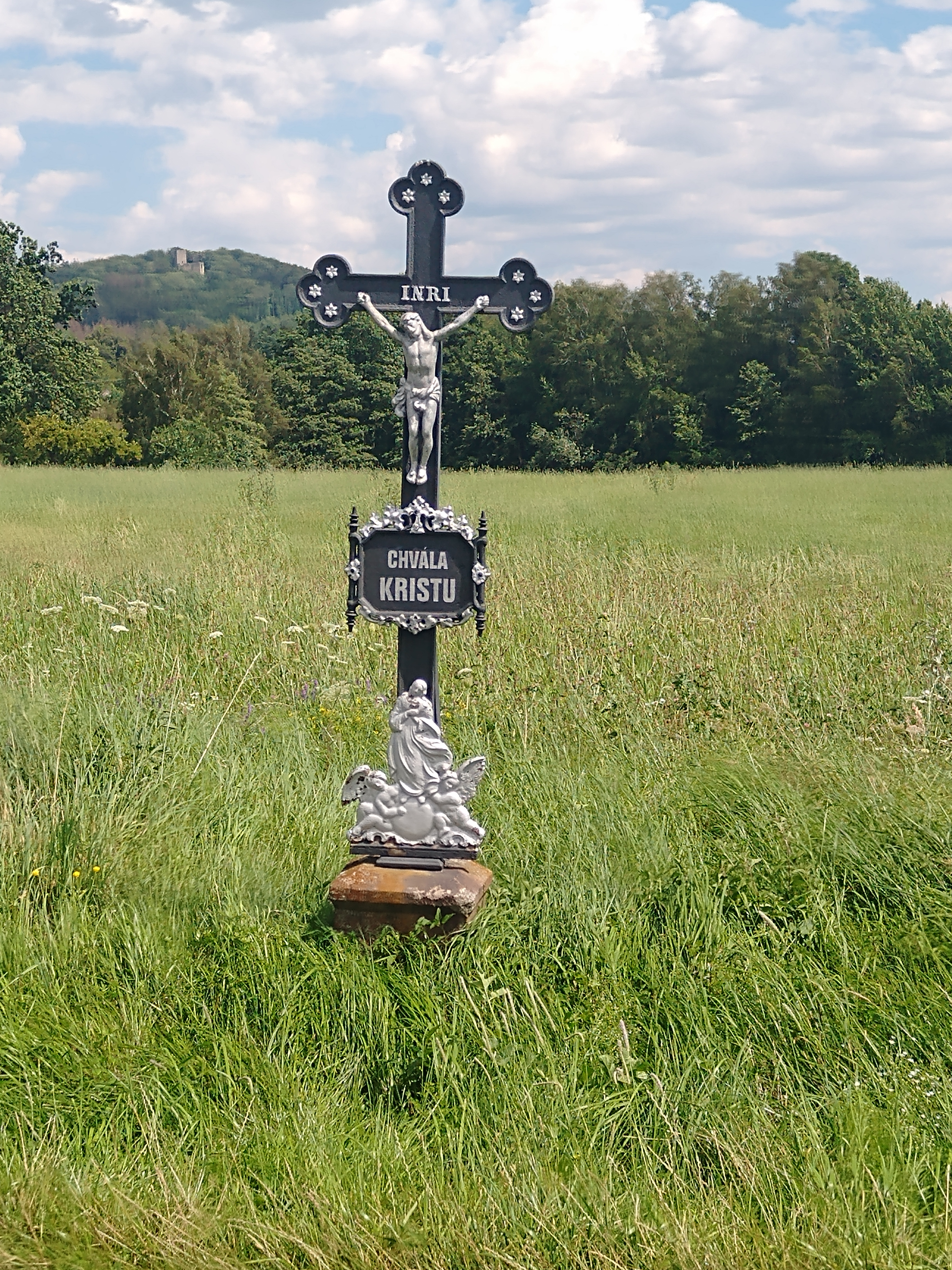
U Křížku (V pozadí je louka, na níž se kdysi nacházel bývalý rybník)
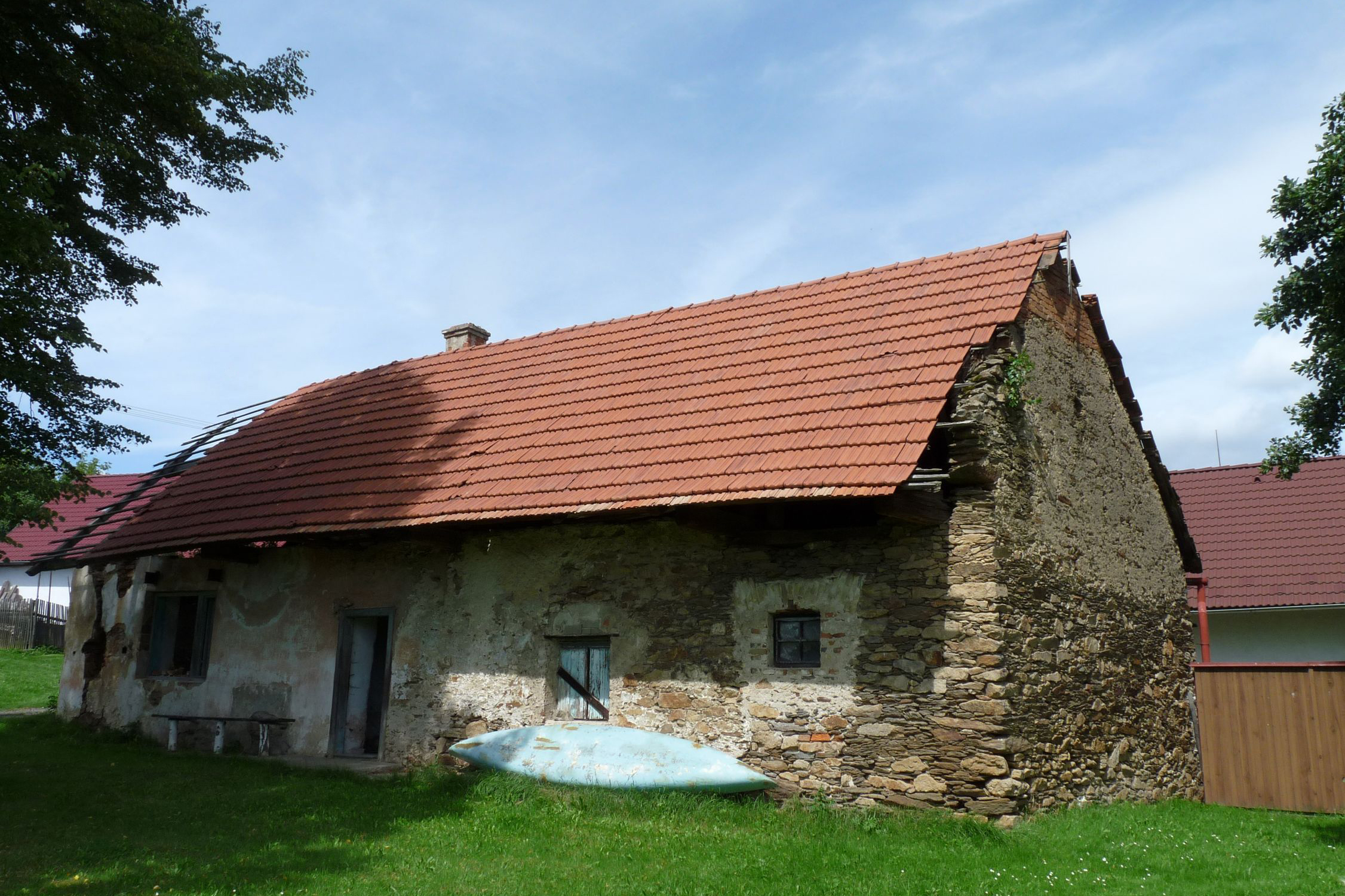
Bývalá úřadovna (dnes již neexistující). Za druhé světové války v budově krátce pobývali vojáci. Za komunismu v ní probíhaly úřady JZD a obývali zde brigádníci.